# 1971 (numero)
Millenovecentosettantuno (1971) è il numero naturale dopo il 1970 e prima del 1972.

## Proprietà matematiche
- È un numero dispari.
- È un numero composto da 8 divisori: 1, 3, 9, 27, 73, 219, 657, 1971. Poiché la somma dei suoi divisori (escluso il numero stesso) è 989 < 1971, è un numero difettivo.
- È un numero palindromo nel sistema posizionale a base 8 (3663).
- È un numero congruente.
- È un numero nontotiente in quanto dispari e diverso da 1.
- È un numero malvagio.
- È parte delle terne pitagoriche (1296, 1485, 1971), (1971, 2300, 3029), (1971, 2628, 3285), (1971, 7872, 8115), (1971, 8760, 8979), (1971, 23940, 24021), (1971, 26572, 26645), (1971, 71928, 71955), (1971, 215820, 215829), (1971, 647472, 647475), (1971, 1942420, 1942421).

## Astronomia
- 1971 Hagihara è un asteroide della fascia principale del sistema solare.

## Astronautica
- Cosmos 1971 è un satellite artificiale russo.